# Sutra del Loto: III capitolo
Nel terzo capitolo, Śāriputra gioisce della notizia che anche gli śrāvaka come lui potranno ottenere la "liberazione" ultima, la buddhità. E riconosce che il suo errore, come quello di altri śrāvaka, è consistito nel fermarsi nel nirvāṇa dello Hīnayāna e di non proseguire verso l'anuttarā-samyak-saṃbodhi ("illuminazione definitiva").
Il Buddha Śākyamuni gli risponde annunciandogli che anche lui, Śāriputra, dopo essere divenuto un bodhisattva acquisirà la buddhità completa divenendo il Buddha Padmaprabha (Loto Splendente). Dopo altre predizioni, il Buddha si accinge a spiegare la ragione dell'utilizzo dei diversi veicoli (yāna) e dei diversi "mezzi abili" (upāya) per consentire agli esseri (sattva) di realizzare l'illuminazione profonda e ultima (l'anuttarā-samyak-saṃbodhi).
La ragione viene espressa per mezzo di una "parabola" perché, come sostiene il Buddha nel Sutra, «per mezzo delle parabole le persone intelligenti raggiungono il significato». Il Buddha racconta quindi di un uomo molto ricco, in età avanzata, possessore di molti beni, il cui palazzo aveva una sola entrata. Questo palazzo era in pessimo stato e all'interno vivevano centinaia di persone. Ad un certo punto all'interno del palazzo si sviluppa un incendio che si propaga per tutto l'edificio, e un numero imprecisato di figli di quest'uomo ricco rischiano la vita. Il padre riflette sul da farsi ma si rende conto che portare via i figli è un'operazione impossibile dato lo stretto ingresso del palazzo. Essi potrebbero infatti dimenarsi e scappare nuovamente all'interno del palazzo in fiamme. Allora li invita ad uscire, ma essi, intenti ai loro giochi, non prestano attenzione alle grida di allarme del padre. A questo punto il padre, che conosceva bene la natura di questi ragazzi e da cosa essi erano attratti, li avverte che fuori del palazzo li aspettavano diversi giochi rappresentati da carri trainati da capre, carri trainati da cervi e carri trainati da buoi, adornati e bellissimi a vedersi. Spinti dai nuovi giochi i ragazzi abbandonano quelli vecchi e corrono verso l'uscita del palazzo mettendosi finalmente in salvo. Fuori del palazzo li aspetta in realtà un tipo solo di carro, magnifico e gigantesco, al di là delle loro aspettative e delle loro fantasie, trainato da splendidi buoi bianchi. Il Buddha domanda a Śāriputra se il padre che ha promesso tre diversi tipi di carri ai figli, donandogliene invece un solo tipo, anche se meraviglioso, ha loro mentito. Śāriputra risponde che no, non ha mentito, in quanto già il fatto di aver loro salvato la vita avrebbe giustificato la promessa, inoltre il ricco, consapevole delle grandi ricchezze di cui disponeva, ha potuto regalare qualcosa di decisamente più importante.
Il Buddha continua spiegando che egli è come un padre per gli esseri viventi. Riferendosi a sé stesso afferma:
(Sutra del Loto, III)
Quindi il Buddha, sostiene il Sutra, è come un padre mentre gli esseri senzienti sono come i figli del ricco della parabola costretti in un mondo in fiamme. Il Buddha appare con i suoi insegnamenti diversi per le diverse predisposizioni individuali dei suoi figli, utilizzando espedienti adatti a ciascuno di loro, consapevole che qualsiasi altro sistema non sarebbe utile per la loro salvezza. Ma la salvezza, il grande carro trainato dai buoi magnifici, è diverso dai singoli "mezzi abili" (upāya) utilizzati dal Buddha ed è unico per tutti gli esseri. Ciò premesso il Buddha si raccomanda di non predicare queste dottrine agli esseri privi di saggezza per non provocare loro rovina causata dal disprezzo che proverebbero per questi profondi insegnamenti.
Gene Reeves spiega così la natura della parabola della "casa in fiamme":
(Gene Reeves)